# П'ять центів (Голова Свободи)
П'ять центів (англ. «Liberty Head nickel») — мідно-нікелева розмінна монета США, карбувалася у 1883-1915 роках. Монета вважається однією з найдорожчих у нумізматів. Наприкінці 2022 року монету 1913 року випуску продали за 4,2 мільйони доларів.

## Історія
Дизайн монети розробив Чарльз Барб'є. Монета карбувалася у 1883-1915 роках. У 1912 році монету замінив номінал 5 центів (Бізон).
Монета "Liberty Head" 1913 року є одніжю з найбільш рідкісних, станом на 2024 рік було відомо про 5 такуих нікелевих монет. Кожна з них має імена колекціонерів-власників: Norweb, Eliasberg, Walton, McDermott та Olsen. Ці монети офіційно не існують у реєстрі Монетного двору США, вони оцінюються в $4,75 млн.

## Тираж
Монетний двір позначався на реверсі дрібною буквою ліворуч від напису «CENTS». Всього за цей час було викарбувано понад 570 млн. штук.
- Філадельфія — відсутня
- Денвер — D
- Сан-Франциско — S

| Рік                            | Філадельфія                          | Денвер    | Сан-Франциско |
| ------------------------------ | ------------------------------------ | --------- | ------------- |
| 1883 (без «CENTS») (з «CENTS») | 5 474 300 (5 219) 16 026 200 (6 783) |           |               |
| 1884                           | 11 270 000 (3 942)                   |           |               |
| 1885                           | 1 473 300 (3 790)                    |           |               |
| 1886                           | 3 326 000 (4 290)                    |           |               |
| 1887                           | 15 260 692 (2 960)                   |           |               |
| 1888                           | 2 796 820 (128 800)                  |           |               |
| 1889                           | 15 878 025 (3 336)                   |           |               |
| 1890                           | 16 256 532 (2 740)                   |           |               |
| 1891                           | 16 832 000 (2 350)                   |           |               |
| 1892                           | 11 696 897 (2 745)                   |           |               |
| 1893                           | 13 368 000 (2 195)                   |           |               |
| 1894                           | 5 410 500 (2 632)                    |           |               |
| 1895                           | 9 977 822 (2 062)                    |           |               |
| 1896                           | 8 841 048 (1 862)                    |           |               |
| 1897                           | 20 426 797 (1 938)                   |           |               |
| 1898                           | 12 530 292 (1 795)                   |           |               |
| 1899                           | 26 027 000 (2 031)                   |           |               |
| 1900                           | 27 253 733 (2 262)                   |           |               |
| 1901                           | 26 478 228 (1 985)                   |           |               |
| 1902                           | 31 487 581 (2 018)                   |           |               |
| 1903                           | 28 004 930 (1 790)                   |           |               |
| 1904                           | 21 403 167 (1 817)                   |           |               |
| 1905                           | 29 825 124 (2 152)                   |           |               |
| 1906                           | 38 612 000 (1 725)                   |           |               |
| 1907                           | 39 213 325 (1 475)                   |           |               |
| 1908                           | 22 684 557 (1 620)                   |           |               |
| 1909                           | 11 585 763 (4 763)                   |           |               |
| 1910                           | 30 166 948 (2 405)                   |           |               |
| 1911                           | 39 557 639 (1 733)                   |           |               |
| 1912                           | 26 234 569 (2 145)                   | 8 474 000 | 238 000       |

## Опис

### Аверс
У центрі зображено голову Свободи, повернутої ліворуч, знизу, під портретом дата випуску монети. По краю монети розміщено 13 шестикутних зірок.

### Реверс
У центрі вінок з сільськогосподарських культур (кукурудза, пшениця), посеред якого позначення номіналу римською цифрою — «V». У верхній частині монети півколом по краю напис «UNITED STATES OF AMERICA» під ним напис меншого шрифту «E PLURIBUS UNUM». Знизу монети по краю напис «CENTS».

### Гурт
Гурт монети рифлений.